# 도쿄도도 제8호선
8번 도쿄도도(일본어: 東京都道8号千代田練馬田無線→도쿄도도 8호 지요다-네리마타나시선)는 도쿄도 지요다구에서 니시토쿄시까지 이어지는 일본의 주요 지방도다.

## 같이 보기
- 도도부현도